# Královské Poříčí
Pour les articles homonymes, voir Poříčí.
Královské Poříčí (en allemand : Königswerth) est une commune du district de Sokolov, dans la région de Karlovy Vary, en Tchéquie. Sa population s'élevait à 789 habitants en 2020.

## Géographie
Královské Poříčí se trouve à 3 km au nord-est du centre de Sokolov, à 15 km à l'ouest-sud-ouest de Karlovy Vary et à 127 km à l'ouest de Prague.
La commune est limitée par Vintířov au nord, par Nové Sedlo à l'est, par Staré Sedlo et Těšovice au sud, par Sokolov au sud-ouest, et par Svatava et Lomnice à l'ouest.

## Histoire
La première mention écrite de la localité date de 1240, par le biais de son église.

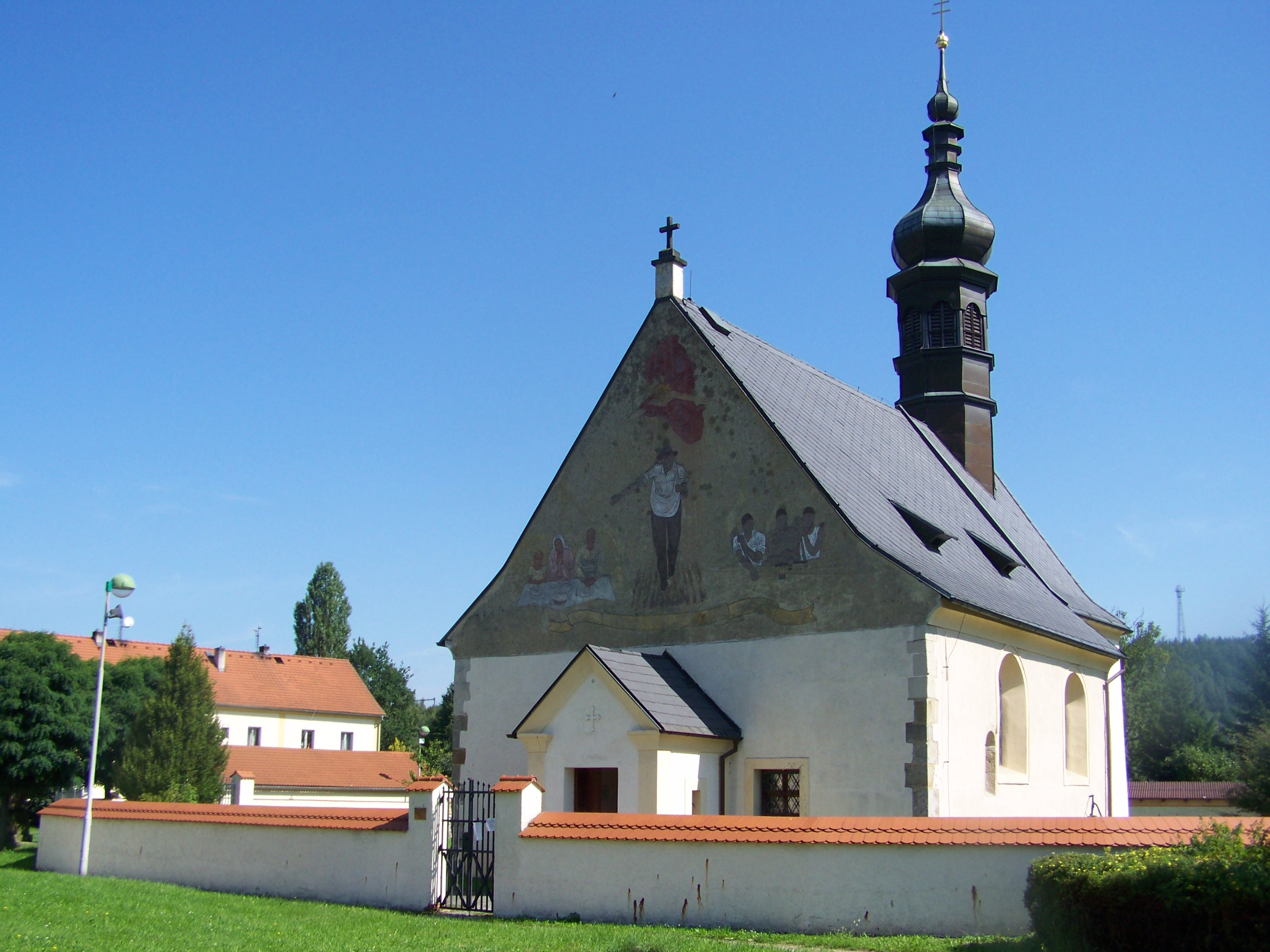
Église Sainte Cunégonde, avec une fresque de Toni Schönecker.